# Уразбахтін Рафаель Радікович
Рафаель Радікович Уразбахтін (каз. Рафаэль Радикович Уразбахтин, нар. 20 листопада 1978, Алма-Ата) — казахський футболіст, що грав на позиції нападника. По завершенні ігрової кар'єри — тренер. З 2024 року очолює тренерський штаб команди «Кайрат». Виступав, зокрема, за клуб «Восток», а також національну збірну Казахстану. Чемпіон Казахстану (як тренер).

## Клубна кар'єра
Рафаель Уразбахтін дебютував у професійному футболі 1996 року виступами за команду «Кайнар», в якій того року взяв участь у 22 матчах чемпіонату. 1997 рік футболіст розпочав у клубі «Улитау», проте ще в цьому ж році перейшов до клубу «Кайрат». Після переформування алматинського клубу Уразбахтін у 1998—1999 роках грав у клубі «ЦСКА-Кайрат», після чого повернувся до «Кайрата».
У 2001 році Рафаель Уразбахтін вирішив спробувати себе в російській першості, та став гравцем клубу «Ростов». У 2002 році футболіст повернувся на батьківщину до клубу «Єлімай», проте в новому клубі не заграв, і перейшов до клубу «Актобе», де грав до кінця 2004 року. У 2005 році нападник перейшов до свого колишнього клубу, який було перейменовано в «Жетису». У 2006 році футболіст грав у складі клубу «Шахтар» (Караганда), після чого в 2007 році перейшов до клубу «Єсиль-Богатир». У 2008 році Уразбахтін знову грав у складі «Кайрата». У 2009 році футболіст перейшов до складу клубу «Кайсар».
У 2010 році Уразбахтін перейшов до клубу «Восток», за який грав до 2013 року, після чого завершив виступи на футбольних полях.

## Виступи за збірну
У 1998 році дебютував у складі національної збірної Казахстану, цього ж року брав участь у єдиних для казахської збірної з футболу Азійських іграх. У складі збірної грав до 2004 року, зіграв у її складі 12 матчів, забивши 2 голи.

## Кар'єра тренера
Розпочав тренерську кар'єру, повернувшись до футболу після невеликої перерви, 2019 року, увійшовши до тренерського штабу юнацької збірної Казахстану, де пропрацював до кінця року. У 2020 році війшов до тренерського штабу клубу «Шахтар» (Караганда). У 2024 році став тренером клубу «Кайрат», за короткий час очолив команду як виконуючий обов'язки головного тренера, і пізніше став повноцінним головним тренером команди. Під керівництвом Уразбахтіна «Кайрат» після великої перерви став чемпіоном Казахстану, а на початку 2025 року команда здобула Суперкубок Казахстану.

## Титули і досягнення

### Як тренера
- Чемпіон Казахстану (1):

«Кайрат»: 2024
- Володар Суперкубку Казахстану (1):

«Кайрат»: 2025